# Ramzi Souli
Ramzi Souli (1980) es un deportista neerlandés que compitió en vela en la clase Soling. Ganó tres medallas en el Campeonato Europeo de Soling entre los años 2012 y 2021.

## Palmarés internacional
| Campeonato Europeo | Campeonato Europeo          | Campeonato Europeo | Campeonato Europeo |
| Año                | Lugar                       | Medalla            | Clase              |
| ------------------ | --------------------------- | ------------------ | ------------------ |
| 2012               | Aarhus (Dinamarca)          | Medalla de bronce  | Soling             |
| 2014               | Quiberon (Francia)          | Medalla de bronce  | Soling             |
| 2021               | Mandello del Lario (Italia) | Medalla de oro     | Soling             |